# ブリスベン・ブレッツ
ブリスベン・ブレッツ（Brisbane Bullets）は、オーストラリアのNBLに所属するプロバスケットボールチームである。本拠地はブリスベンのブリスベン・エンターテインメントセンター。

## 歴史
1979年のNBL発足と同時に参加。
1985年、1987年、2007年にリーグ優勝を果たしている。
2008年を最後に撤退。しかし、2016年に復帰。

## 永久欠番
- 22 - ロン・ラドリフ
- 30 - リロイ・ロギンズ

## 歴代所属選手
- キャメロン・ベアストウ
- シェーン・ヒール
- ダニエル・キッカート
- クリス・ゴールディング
- ミカ・ヴコナ
- ルーベン・テ・ランギ
- トーリー・クレイグ
- アロンゾ・ジー
- ペリン・ビュフォード
- ヴィック・ロー
- クリストファー・スミス
- 比江島慎
- 劉傳興
- エビ・エレ
- ラスムス・バッハ

## 歴代ヘッドコーチ
- ジェームス・ダンカン （2021-）